# Oinoanda
Koordinaten: 36° 49′ N, 29° 33′ O
Oinoanda (altgriechisch Οἰνόανδα, luwisch Wiyanawanda) ist eine antike Stadt in Lykien oberhalb vom nördlichen Ende des Xanthos-Tals.

## Topografie
Oinoanda ist touristisch nicht erschlossen; es ist nicht mit dem Auto, sondern nur zu Fuß über einen schmalen, steilen Pfad (bzw. ein trockenes Bachbett) zu erreichen und liegt auf einem Bergrücken etwa 120 Höhenmeter oberhalb des kleinen Dorfes Incealiler an der D350 Antalya-Fethiye in der Provinz Muğla in der Türkei. Für den Weg werden 50 bis 60 Minuten benötigt; bei starkem Regen können sich erhebliche Probleme ergeben.
Obwohl Oinoanda in den letzten Jahren wissenschaftlich zunehmend intensiv erforscht worden ist, wurde die Ruinenstätte im Unterschied zu vielen anderen antiken Orten in der heutigen Türkei nicht „aufgeräumt“. Das Stadtgelände selbst ist dennoch insgesamt einfach zu begehen, doch muss auf loses Geröll geachtet werden.

## Geschichte
Der Ortsname ist als Wiyanawanda (hethitsch wiyana „Wein, Rebe“) in hethitischen Urkunden belegt im Zusammenhang mit einem Feldzug gegen Awarna (Xanthos), eine Stadt der Lukka-Länder. Über die genaue Lage der frühen Siedlung des 13. Jahrhunderts v. Chr. ist jedoch sonst nichts bekannt, weder durch Funde noch andere Quellen.

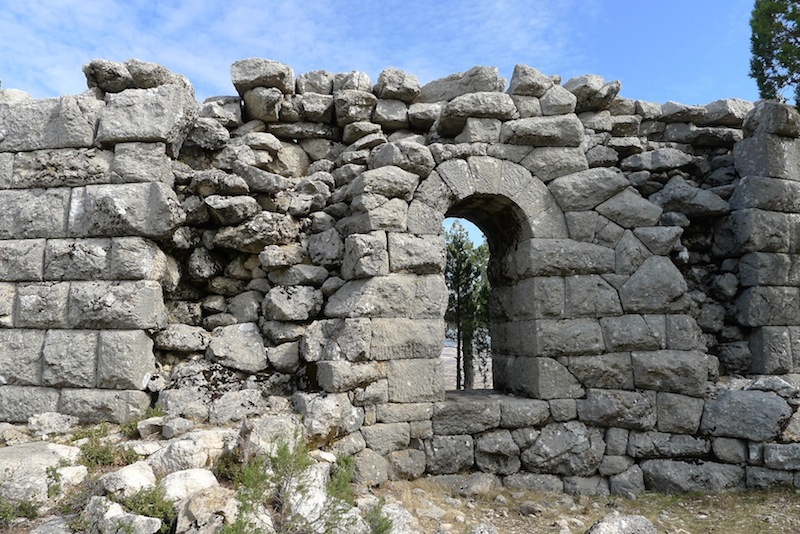
Hellenistische Stadtmauer von Oinoanda

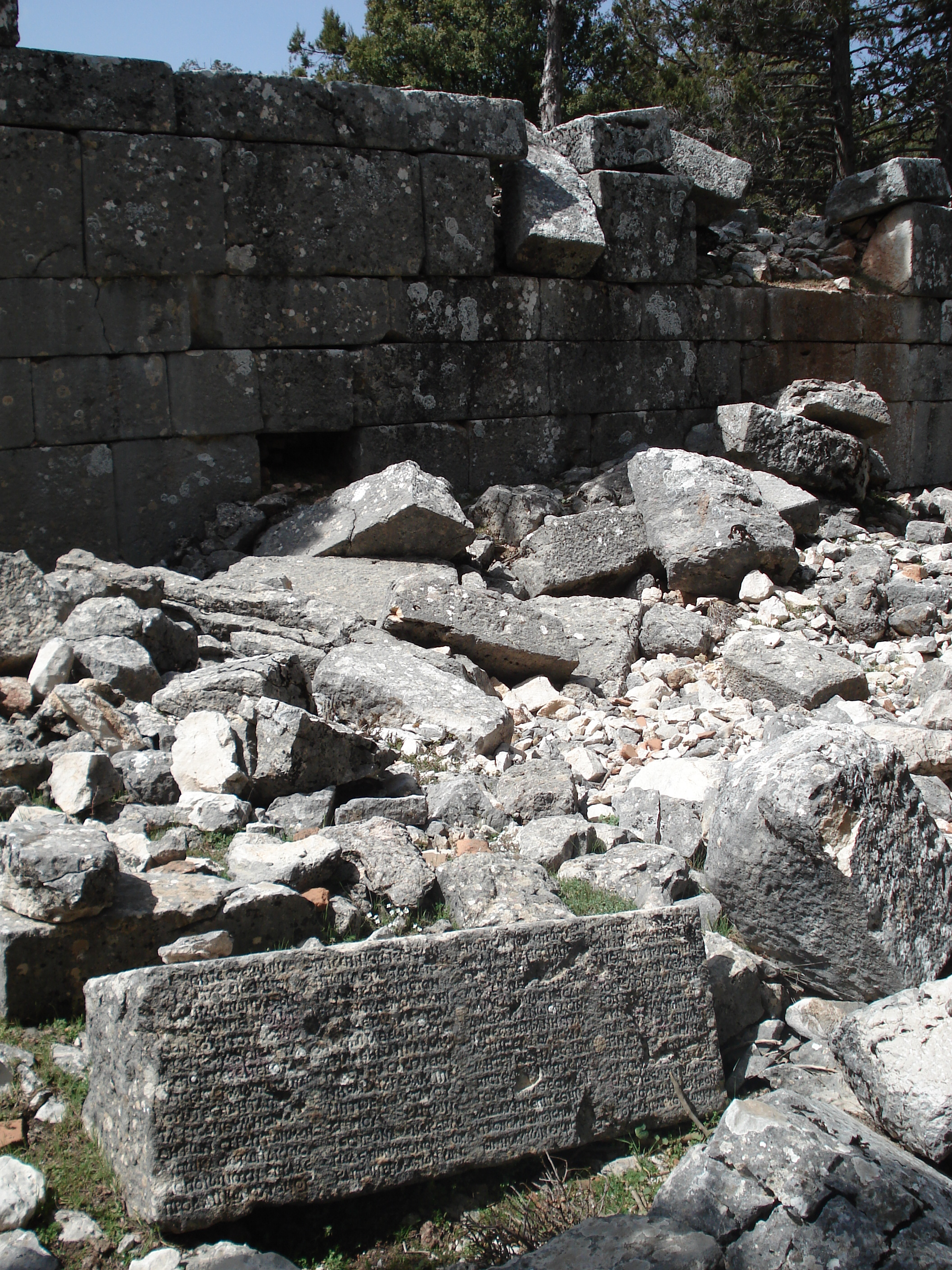
Ein Fragment der philosophischen Inschrift des Diogenes am Fundort (2010).

Die antike Stadt ist danach erst wieder in hellenistischer Zeit (Ende 3./Anfang 2. Jahrhundert v. Chr.) nachweisbar. Mit Kibyra, Bubon und Balboura schloss sich Oinoanda, nunmehr eine griechische Polis, im 2. Jahrhundert v. Chr. zu einem Vierstädtebund (Tetrapolis) zusammen, der vom römischen Feldherrn Lucius Licinius Murena 84 v. Chr. im Zuge der Kämpfe mit Mithridates VI. aufgelöst wurde. Oinoanda gehörte danach wohl zum lykischen Bund und wurde mit diesem unter Kaiser Claudius ein Teil der Provinz Lycia et Pamphylia.
In hellenistischer Zeit wurden in Oinoanda Kolonisten aus dem pisidischen Termessos angesiedelt, die offenbar zeitweilig eine eigene Körperschaft innerhalb der Polis Oinoanda bildeten (altgriechisch Τερμησσός ἡ μικρά, „kleines Termessos“; altgriechisch Τερμησσεῖς οἱ πρὸς Οἰνοάνδοις, „Termessier bei Oinoanda“). Mit der Polis Xanthos verband Oinoanda lange Zeit eine intensive Rivalität und Feindschaft, die auch zu Gewaltausbrüchen führte.

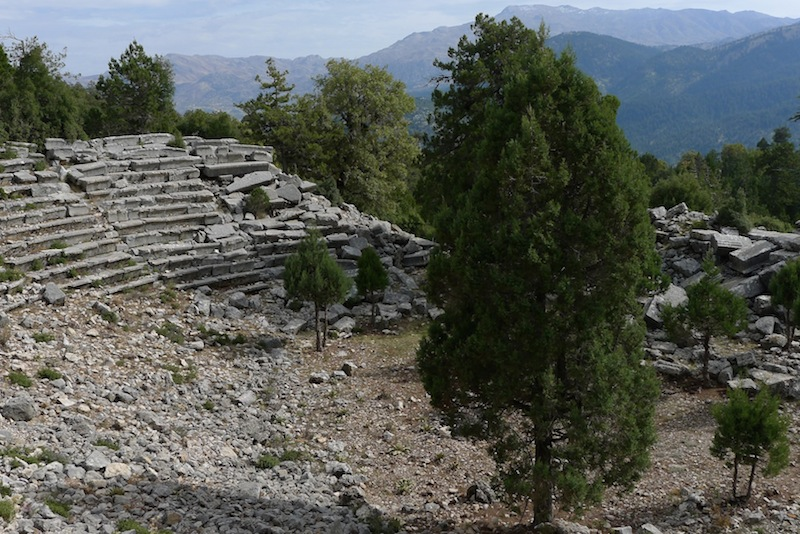
Hellenistisch-römisches Theater

Die Stadt ist unter Forschern heute vor allem durch den Fund mehrerer umfangreicher griechischer Inschriften aus römischer Zeit bekannt: die epikureischen Abhandlungen des Diogenes von Oinoanda, die Stiftung eines Festes durch Demosthenes von Oinoanda (beide 2. Jahrhundert), die große genealogische Inschrift am Grabmal der Licinnia Flavilla sowie ein theologisches Orakel aus dem späteren 3. Jahrhundert. Insgesamt wurden in Oinoanda bislang über 270 Inschriften entdeckt, eine angesichts der relativ geringen Größe und Bedeutung der Stadt außergewöhnlich große Zahl.
In der Antike führte am Fuß des Stadthügels eine Brücke über den Xanthos-Fluss (Brücke bei Oinoanda). In der Spätantike war die Stadt Sitz eines Bischofs; auf das Bistum geht das Titularbistum Oenoanda der römisch-katholischen Kirche zurück.